# Nina Niknafs
Nina Niknafs [ni:na nɪk'nafs] (* 19. Juni 1993 in Düsseldorf) ist eine deutsche Schauspielerin. Sie ist in Düsseldorf aufgewachsen und lebt und arbeitet derzeit in Berlin.

## Karriere
Nina Niknafs begann ihre Schauspielkarriere als Mitglied des Jungen Ensembles des Düsseldorfer Schauspielhauses und des Tanzhauses NRW während ihrer Kindheit. Sie studierte von 2014 bis 2018 Schauspiel und Rhetorik an der Medienakademie München und verbrachte ein Auslandssemester an der Stella Adler Akademie in Los Angeles. Während ihrer Zeit in München war sie vier Jahre lang Mitglied des Jungen Ensembles am Bayerischen Staatsschauspiel.
Nina Niknafs hat in verschiedenen Film- und Fernsehproduktionen mitgewirkt. Im Jahr 2016 spielte sie die Rolle von Layla in dem Kinofilm Willkommen bei den Hartmanns, der mit dem Bambi für die Kategorie bester Film national ausgezeichnet wurde. Weitere Fernsehrollen umfassten Auftritte in der Serie Singles’ Diaries und der Fernsehserie Triff...Alexander den Großen.
Im Theater hat Nina Niknafs in verschiedenen Produktionen mitgewirkt, darunter das Stück Herr Klee und Herr Feld an den Hamburger Kammerspielen im Jahr 2022 und Nahkampfzone an der Kulturbühne Spagat in München im Jahr 2023.
Neben ihrer Arbeit im Film, Fernsehen und Theater ist Niknafs auch als Sprecherin tätig und ihre Stimme ist in Produktionen von Streaming-Plattformen zu hören.

## Filmografie (Auswahl)

### Fernsehen & Streaming
- 2017: Woodland Melody, Regie: Christian Jilka
- 2018: Nach Schwarz kommt keine Farbe mehr, Regie: Asadeh Khakban
- 2018: Escape, Regie: Wesley Tc Howard
- 2019: Singles Diaries, Regie: Sascha el Waraki
- 2019: Triff...Alexander den Großen, Regie: Volker Schmidt-Sondermann
- 2020: Vergiss mein Nicht, Regie: Alexander Krahl
- 2021: Der Traum eines lächerlichen Menschens, Regie: Svenja Heinrichs
- 2025: SOKO Potsdam: Perfect Match

### Kino
- 2016: Willkommen bei den Hartmanns, Regie: Simon Verhoeven
- 2022: Color of Attachment, Regie: João Pedro Prado

### Theater (Auswahl)
- 2008: Extrem Normal, Regie: Friederike Betz, Rolle: Lucy
- 2014–2015: Frühlingserwachen, Regie: Anja Sczilinski, Rolle: Lisa
- 2015–2016: Die Klasse, Regie: Anja Sczilinski, Rolle: Niloufar Shirarschteh
- 2016–2017: Wir sind jung. Wir sind stark., Regie: Anja Sczilinski, Rolle: Lih
- 2017: SENSE, Regie: Chris Hohenester & Annerose Schmidt, Ensemblemitglied
- 2018–2018: Herbst der Untertanen, Regie: Robert Spitz, Rolle: Lalezar
- 2020–2021: Emilia Galotti, Regie: Ingo Pfeiffer, Rolle: Emilia Galotti
- 2022: Wolkentiere, Regie: Augustinus von Loe – Rolle: Alia
- 2022: Herr Klee und Herr Feld, Regie: Ulrike Maack, Rolle: Zamira
- 2023: Nahkampfzone, Regie: Ulf Goerke, Rolle: Malalai von Maiwand
- 2025: Abu Hassan, Rathausoper Konstanz, Regie: Andreas Merz, Rolle: Erzählerin